# Scuola d'arte di Dakar
L'Ecole nationale des Arts di Dakar è la principale accademia d'arte senegalese.

## Storia della nascita dell'accademia d'arte di Dakar
Il Conservatorio di Dakar viene fondato nel 1948 e trasformato nel 1958 nella Maison des Arts du Mali. Nel 1959 il pittore Iba N'Diaye apre un dipartimento d'arte e nel 1960 – al ritorno dal suo soggiorno in Francia – il pittore Papa Ibra Tall fonda il dipartimento di ricerca.
Nel 1960 la Maison des Arts diviene Ecole des Arts du Sénégal ed è strutturata in linea con il pensiero del presidente Léopold Sédar Senghor, in due dipartimenti, capaci di conciliare il dualismo della visione del presidente, caratterizzata simultaneamente da tradizione e apertura. La scuola permette dunque l'accesso all'estetica africana e allo stesso tempo alle tecniche e ai soggetti convenzionali occidentali. La scuola è sotto la direzione dei pittori Iba N'Diaye (incaricato del dipartimento arti visive - Arts Plastiques) e Papa Ibra Tall (responsabile del dipartimento Recherches Plastiques Nègres). Il dipartimento d'arte, diretto da Iba N'Diaye è strutturato sul modello francese e prevede un programma tradizionale; la pittura e la scultura vengono insegnate attraverso la copia dal vero, lo studio dell'anatomia, della prospettiva e della storia dell'arte classica e moderna, in particolare occidentale. Il dipartimento di ricerca, diretto da Papa Ibra Tall, propone invece un apprendimento più informale e sperimentale dell'arte, con ricerche per esempio sul folklore, sugli strumenti musicali tradizionali e sui materiali africani; gli insegnanti devono incoraggiare e guidare con consigli l'espressione libera ed autonoma degli studenti. Nel 1960-61 Pierre Lods, fondatore del Scuola d’arte di Poto-Poto, accetta l'invito di Léopold Sédar Senghor a collaborare con Papa Ibra Tall; nonostante il comune interesse dei due insegnanti per l'intuizione, l'inconscio e la spontaneità, ci sono dei contrasti, e Papa Ibra Tall lascia il dipartimento di ricerca per dirigere autonomamente il laboratorio di arti tessili. Questo lavoratorio nel 1965 viene trasferito nella città di Thiès e nel 1966 diventa la manifattura tessile nazionale)Manufacture Nationale de Tapisserie) che a sua volta nel 1973 diviene una struttura pubblica a carattere commerciale ed industriale con il nome di Manufactures Sénégalaises des Arts Décoratifs (MSAD).
La scuola d'arte di Dakar ha un peso fondamentale nella preparazione delle nuove generazioni di artisti ed in particolare il dipartimento di ricerca è uno strumento di diffusione del pensiero del presidente Senghor. Tra gli artisti formati alla scuola d'arte numerosi aderiscono ai principi dell'École de Dakar, tra i quali: Souleymane Keïta (1947), Amadou Seck (1950), Philippe Sène (1945) e Cherif Thiam (1951).
Nel 1972 l’Ecole des Arts du Sénégal (EAS) viene sostituita dall’Institut National des Arts du Sénégal (INAS) che comprende la scuola di architettura, il conservatorio e l’Ecole des Beaux Arts (suddivisa a sua volta nel dipartimento d'arte e nel dipartimento di educazione artistica). Nel 1979 l’Ecole des Beaux Arts diviene Ecole Nationale des Beaux-Arts (ENBA). Nel 1979 viene anche creata l’Ecole Nationale Superieure d'Education Artistique (ENSEA) per la formazione dei professori di educazione artistica.